# Oscar Freire 279
Oscar Freire 279 é uma série de televisão brasileira de drama exibida pelo canal Multishow originalmente em 2011. Dirigida por Marcia Faria e roteirizada por Antonia Pelegrino, a série conta a história de Dora, uma arquiteta recém-formada que após se mudar para São Paulo, se torna acompanhante de luxo. Estreou no dia 3 de outubro de 2011, e a primeira temporada teve 15 episódios.

## Sinopse
Dora é uma jovem arquiteta recém-formada, que se muda de Curitiba e passa a trabalhar de vendedora em São Paulo, até que conhece Beto, que a introduz no mundo da prostituição.

## Elenco
| Ator              | Personagem |
| ----------------- | ---------- |
| Lívia de Bueno    | Dora       |
| Júlio Andrade     | Beto       |
| Maria Ribeiro     | Rita       |
| Maria Bopp        | Zazá       |
| Carla Ribas       | Cintia     |
| Zé Carlos Machado | Olavo      |

## Reprise
Em 2014 ocorreu a primeira reexibição desde o lançamento em 2011. Contou com os 15 episódios sendo exibido de segunda a sexta às 23h30 de 02/04/2014 à 22/04/2014.

Em 2018 foi reexibido novamente, de segunda à sábado à 00h00 de 01/01/2018 à 18/01/2018.